# Bell 525
El Bell 525 Relentless es un helicóptero en proceso de desarrollo por parte de la compañía estadounidense Bell Helicopter, para uso civil. Se trata de un helicóptero de tamaño medio de 8 toneladas de peso máximo al despegue, bimotor y polivalente. Este helicóptero se convertirá en la aeronave de mayor tamaño fabricada en solitario por la compañía, sucediendo al Bell 214ST.

## Diseño y desarrollo
El Bell 525 será desarrollado para cubrir un requerimiento de un helicóptero medio. Será construido principalmente de materiales compuestos y metal, y será el primer helicóptero comercial en incorporar controles de vuelo fly-by-wire, con señales táctiles. El sistema es de triple redundancia, y se desarrolla en dos ambientes de simulación. El 525 estará propulsado por una pareja de motores turboeje GE CT7-2F1, con un nuevo sistema de rotor de materiales compuestos de cinco palas. El coste del 525 todavía no ha sido determinado, pero se espera que sea competitivo en misiones de entre los 92,6 km y los 740,8 km, realizadas por helicópteros como el AgustaWestland AW139 y el Sikorsky S-92.
El Bell 525 está diseñado para cubrir la emergente categoría de tamaño "Super Medio" adecuada para apoyar operaciones costeras de petróleo y gas, proviniendo el 50% de los clientes de ese sector. Los helicópteros en desarrollo de la misma clase son el Airbus Helicopters H175 y el AgustaWestland AW189.  El primer vuelo del Bell 525 estaba planeado para finales de 2014. PHI, Inc. es el cliente de lanzamiento del modelo.
Tras un retraso de seis meses, el Bell 525 realizó su primer vuelo el 1 de julio de 2015. Bell espera la certificación en 2017. La FAA recomendó reglas especiales en mayo de 2016. El 6 de julio de 2016, un Bell 525 se estrelló durante un vuelo de pruebas, muriendo ambos tripulantes. La aeronave se despedazó en vuelo mientras viajaba a alrededor de 368,54 km/h a una altitud de alrededor de 609,6 m. El accidente retrasó la certificación.

### Capacidades
El Bell 525, se caracteriza por su capacidad de helicóptero de alcance medio en su eso comercial, siendo interesante su análisis de capacidad. Teniendo un área del piso de pasajero de 8.2 [m2] podremos tener una capacidad de pasajeros: 2 de tripulación de cabina y 16 pasajeros en distribución de asientos estándar, mientras que en alta densidad podemos llegar a los 20 pasajeros. Mientras que el volumen del compartimiento de equipaje puede llegar a considerarse de 3.6 [m3]. 

### Componente Garmin G5000H
Bell 525 es el primer helicóptero comercial que cuenta con el componente Garmin G5000H, un conjunto de aviónica con pantalla táctil que permite la correcta configuración del  fly-by-wire, permitiendo de esta forma disminuir la carga de trabajo del piloto mediante fácil sintonización de las frecuencias de comunicación y navegación permitiendo una fácil planificación del vuelo. El sistema tiene dos ranuras para tarjeta SD, facilitando las tareas de entrada y salida de datos, facilitando el bus de datos digital para la carga de planes de vuelo, bases de datos, datos de vuelo crítico, etc.
Mediante la aviónica Garmin G5000H, incorpora la primera cabina de mando de vidrio con pantalla táctil diseñada para helicópteros, que cuenta con los siguientes subcomponentes tecnológicos:
1. Indicador de situación de potencia (PSI): Integrado en la pantalla de comando, basada en información instantánea y concreta de la situación de potencia. Puede estar en verde, amarillo o rojo dependiendo de la potencia necesaria y exigida durante la actuación.
2. Comunicación y navegación:  Basado en la integración del Garmin 6300H que permite incluir un GPS/WAAS, transceptor VHF COM y receptores VHF NAV. Pero también permite un procesador de audio para la alerta auditiva.
3. Software Garmin: Sistema considerado "Under Glass" al que podemos acceder y controlar a través de la pantalla táctil GTC 575H, controlamos por ejemplo: Circuitos eléctricos, limpiaparabrisas, iluminación de la cabina, iluminación externa, cámara de video, sistema ambiental, sensores de nivel de aceite estático
4. Pantalla: Conocida como "Primary Flight Display (PFD) Typical User Selected Formats", pantalla intuitiva que permite un fácil escaneo visual de parámetros como actitudes, velocidad del aire, HSI, altitud y VSI. Cuenta con cuatro pantallas para ambos tripulantes de cabina.
5. Tecnología de visión sintética del helicóptero (HSVT): permite una representación en 3D del terreno, los obstáculos, el tráfico y más en cualquier condición de visibilidad.

#### Electrónica
| Sistema                     | País | Fabricante | Notas                                            |
| --------------------------- | ---- | ---------- | ------------------------------------------------ |
| Sistema de control de vuelo |      |            | Triple FBW digital. Bucle completamente cerrado. |

## Especificaciones
Referencia datos: Bell Helicopter

### Características generales
- Tripulación: Uno o dos
- Capacidad: 16 o 20 pasajeros, 3700 kg de carga útil
- Diámetro rotor principal: 16,6 m (54,5 ft)
- Peso cargado: 9072 kg (19 994,7 lb)
- Planta motriz: 2× turboeje General Electric CT7-2F1.
  - Potencia: 1300 kW (1792 HP; 1768 CV) cada uno.

### Rendimiento
- Velocidad máxima operativa (Vno): 306 km/h (190 MPH; 165 kt)
- Velocidad crucero (Vc): 287 km/h (178 MPH; 155 kt)
- Alcance: 926 km (500 nmi; 575 mi) con una carga útil de 690 kg
- Techo de vuelo: 6100 m (20 013 ft) 3700 m con efecto suelo, 1800 m sin efecto suelo

### Aviónica
- Garmin G5000H

## Aeronaves relacionadas

### Aeronaves similares
- Sikorsky S-76
- Sikorsky S-92
- AgustaWestland AW189
- Eurocopter EC175

### Secuencias de designación
- Secuencia Numérica (interna de Bell): ← 445 - 449 - 505 - 525 - 533 - D-188 - D-292